# Bibliothèque nationale du Mozambique
La Bibliothèque nationale du Mozambique (BNM), en port. Biblioteca Nacional de Moçambique, est une bibliothèque publique du Mozambique créée en 1961 à Lourenço Marques (aujourd'hui Maputo), la capitale de l'ancienne province d'outre-mer du Mozambique. L'appellation « bibliothèque nationale » est liée au fait qu'elle fonctionnait comme dépôt légal pour l'ensemble de la production littéraire portugaise. 
Elle détient le plus ancien fonds bibliographique du pays, totalisant environ 150 000 ouvrages.

## Histoire

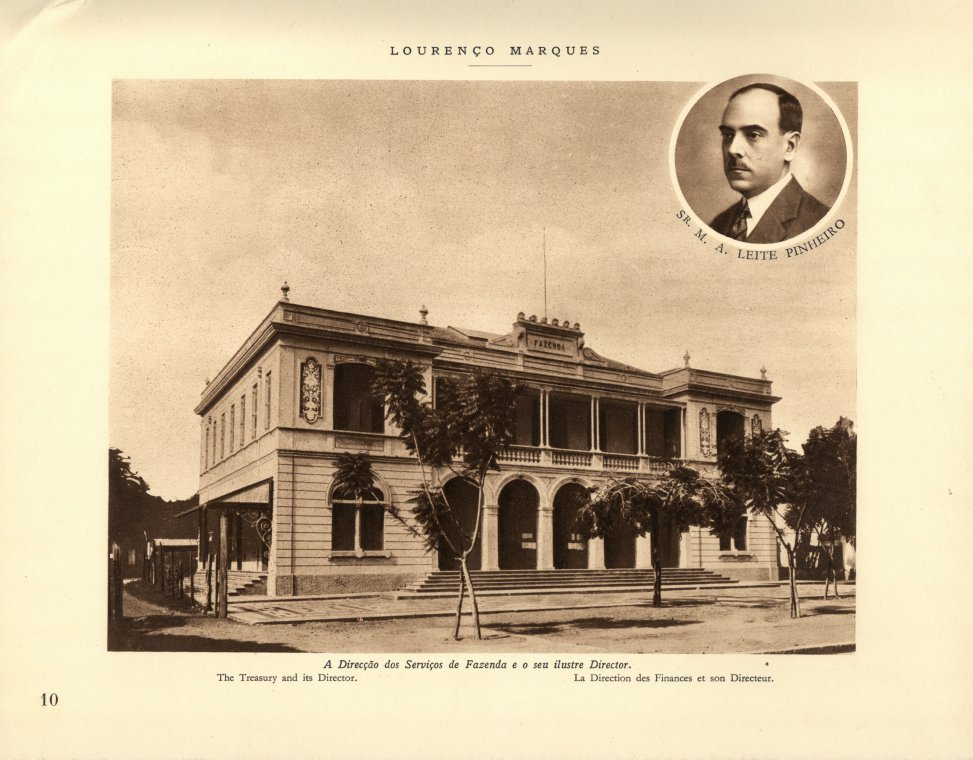
La Direcção dos Serviços de Fazenda e Contabilidade et son directeur en 1929.

À titre provisoire la BNM a d'abord été installée dans le bâtiment qui abritait la Direction des finances et de la comptabilité (Direcção dos Serviços de Fazenda e Contabilidade), mais elle ne l'a jamais quitté.
Au moment de l'indépendance proclamée en 1975, le personnel quitte le pays et la bibliothèque ferme ses portes au public. Trois ans plus tard, en 1978, une nouvelle structure est ouverte, animée par une équipe de sept techniciens mozambicains. 